# Standbeeld van David Bowie
Het standbeeld van David Bowie is een bronzen sculptuur van de Engelse artiest David Bowie. Het beeld is ontworpen door Andrew Sinclair en werd op 25 maart 2018 onthuld op Market Square in Aylesbury, Engeland.

## Beeld
Het standbeeld draagt officieel de titel "Earthly Messenger". Het beeld werd op 25 maart 2018 onthuld door zanger Howard Jones. Aylesbury werd gekozen als locatie voor het beeld omdat Bowie in 1972 in deze stad voor het eerst optrad met zijn personage Ziggy Stardust. Het beeld bestaat uit een portret van Bowie uit 2002, omringd door een aantal van zijn personages door de jaren heen. Ieder uur is er uit de speakers die rond het beeld zijn geplaatst een nummer van Bowie te horen.
Minder dan 48 uur na de onthulling van het standbeeld werd het al gevandaliseerd. Voor het beeld stond "Feed the homeless first" ("Geef eerst de daklozen te eten"), op de muur naast het beeld stond "RIP DB" en een deel van het beeld zelf zat onder de verf. In oktober 2018 werd het standbeeld voor de tweede keer beklad, ditmaal met graffiti die op het beeld, de stoep, de deuren en een schutting was gespoten.